# プロキュアメントステーション
株式会社プロキュアメントステーションは、代表取締役征矢野清志により2004年12月に設立された、千葉県船橋市に所在する建設IT系の企業。

習志野台本社社屋

1992年設立の有限会社信州開発を創業起源とする。中堅ゼネコン向けのITサービス並びに技術系BPOサービス会社である。